# Fonfría (Zamora)
|  | Per a altres significats, vegeu «Fonfría (Terol)». |

Fonfría és un municipi de la província de Zamora, a la comunitat autònoma de Castella i Lleó.

## Demografia
| 1991 | 1996 | 2001 | 2004 |
| ---- | ---- | ---- | ---- |
| 1282 | 1226 | 1131 | 1070 |